# Mäster Skräddare
Mäster Skräddare är en svensk folksaga.
Sagan handlar om en man som går till en skräddare med en bit tyg, för att få en rock sydd. Skräddaren berättar att den blir färdig på lördag. På lördagen återkommer mannen. Skräddaren säger att "det bidde ingen rock. Det bidde ett par byxor." Han säger att de blir färdiga på lördag. De kommande lördagarna upprepas samma scen; skräddaren berättar att det kommer bli ett allt mindre plagg: en väst, en vante, en tumme och till slut ingenting.